# نشانه نیکسون
نشانه نیکسون (انگلیسی: Nixon's sign) روشی جایگزینی برای معاینهٔ طحال و نشانه کاستل است که در تشخیص اسپلنومگالی کاربرد دارد.
بیمار ابتدا در وضعیت خوابیدهٔ به پهلوی راست قرار می‌گیرد. دق از وسط حاشیه سمت چپ دنده‌ها شروع می‌شود و به سمت بالا عمود بر حاشیه سمت چپ دنده‌ها ادامه می‌یابد. به‌طور معمول، سطح خفگی صدا (dullness) بیش از ۸ سانتی‌متر بالاتر از حاشیه دنده ای گسترش نمی‌یابد و اگر خفگی صدا بیش از ۸ سانتی‌متر باشد، اسپلنومگالی وجود دارد.